# نادي الأكواد
نادي الأكواد هي مبادرة تطوعية، تأسست في عام 2012 وتهدف إلي توفير الفرص للأطفال الذين تتراوح أعمارهم بين سن 9 حتى 13 عاماً لتطوير مهارات الترميز من خلال النوادي المجانية بعد المدرسة، تأسست في نوفمبر 2015 ومن ثم قامت بإنشاء أكثر من 3800 نادي داخل المدارس، والمنشآت العامة، ويقدر عدد المتطوعين من الشباب المشاركين بشكل منتظم نحو 4400 شاب في جميع أنحاء المملكة المتحدة. يعمل الشباب في أنحاء العالم بشكل مكثف، ويبلغ الآن عدد النوادي في جميع أنحاء العالم نحو 6000 نادي. ولأنهم متقنون في أعمالهم، يقوم المبرجمون المتطوعون ومبرمجو النادي بإعطاء ورش داخل النادي لتدريب النشء الصغير بما يؤهله لإنشاء لعبته الخاصة،الرسوم المتحركة، ومواقع الويب. كما يتعلم الأطفال استخدام التكنولوجيا بشكل خلاق.